# Heterostemma tsoongii
Heterostemma tsoongii är en oleanderväxtart som beskrevs av Ying Tsiang. Heterostemma tsoongii ingår i släktet Heterostemma och familjen oleanderväxter. Inga underarter finns listade i Catalogue of Life.